# Muçuã
O muçuã ou jurará (Kinosternon scorpioides) é uma pequena espécie sul-americana de cágado da família dos quinosternídeos que se alimenta especialmente de peixes, girinos, insetos e algas.

## Distribuição geográfica
A espécie Kinosternon scorpioides ocorre do México à América do Sul, na Argentina, Brasil, Paraguai, Bolívia, Peru, Colômbia, Guiana e Trinidad. 
No Brasil,  pode ser encontrada nas bacias dos rios Amazonas, Tocantins e São Francisco, e bacias do Atlântico Norte e Nordeste, nos estados do Amazonas, Pará, Amapá, Rondônia, Mato Grosso, Maranhão, Tocantins, Goiás e Minas Gerais. No entanto, as maiores populações dessa espécie ficam no Maranhão e no Pará.
Costuma habitar riachos, lagoas, margens de lagos, pântanos e lagoas temporárias, em diferentes ecossistemas, como a Baixada Maranhense, a ilha de Marajó, os Lençóis Maranhenses e a Floresta Nacional dos Carajás.

## Características
O tamanho máximo observado para as fêmeas é de 18,5 cm e dos machos, 27 cm.
Sua carapaça possui três carenas longitudinais, formada por onze a treze escudos, e o focinho termina em forma de bico. 
Uma característica desta espécie é que o plastrão é dividido em 3 segmentos, sendo a parte anterior e posterior móveis, para maior proteção do animal.
O período reprodutivo acontece uma vez por ano, com 01 a 03 ninhadas por estação reprodutiva e um período de incubação é de 176 dias. O sexo é determinado pela temperatura de incubação. Pode colocar de 2 a 6 ovos. A maturidade sexual é atingida entre 2,8 e 5 anos.
Há uma estrutura córnea na extremidade da cauda, utilizada para segurar a fêmea no acasalamento, de onde vem seu nome científico (escorpióide). 
Podem se enterrar no barro até o período de chuvas.
Possui alimentação onívora, se alimentando de peixes, girinos, anfíbios, insetos e algas.

## Conservação

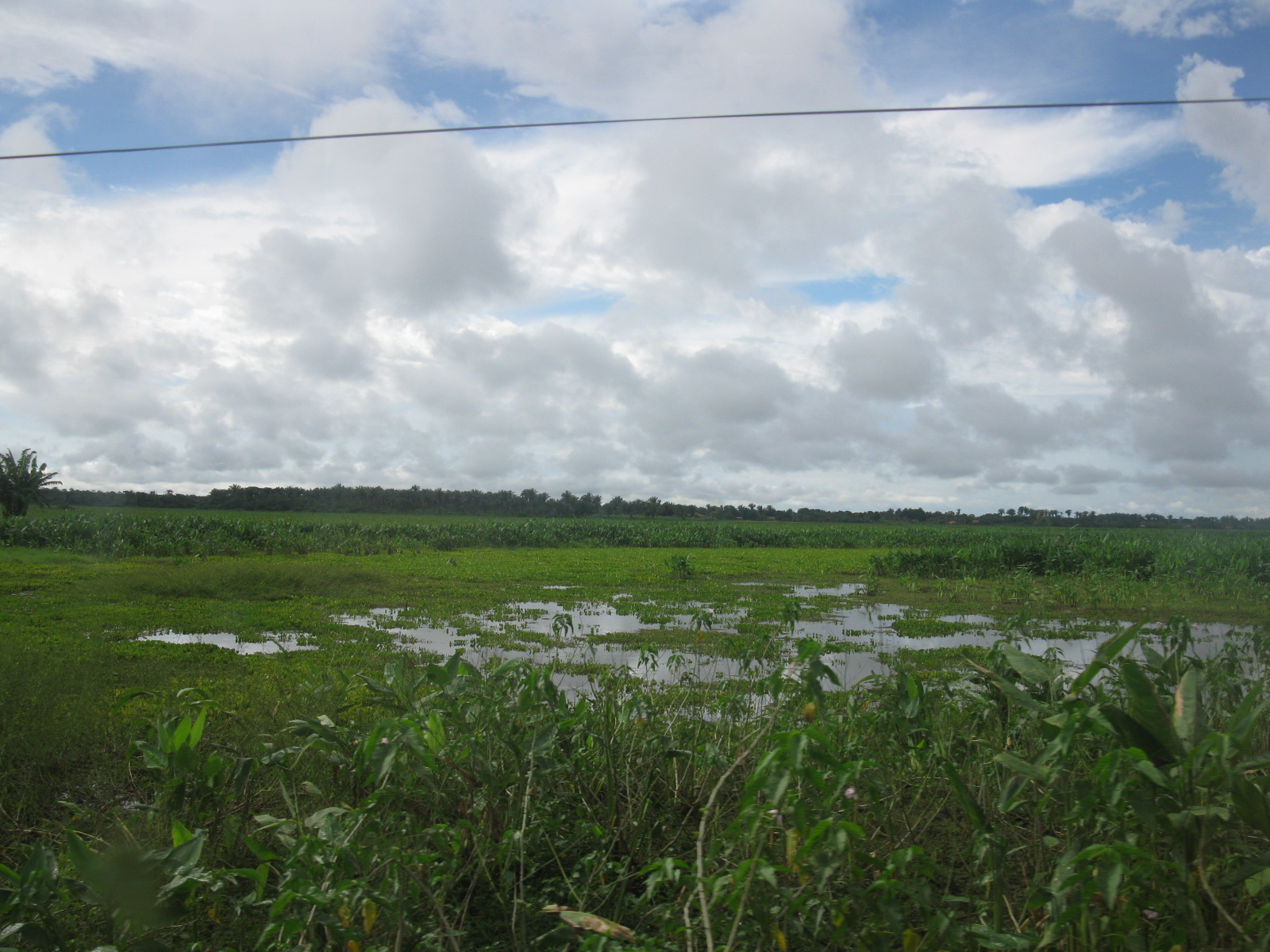
Ambientes aquáticos típicos onde a espécie é encontrada no Baixada Maranhense.

Muito conhecido na cidade brasileira de Belém (no Maranhão é conhecido como Jurará), o K. scorpioides é usado em larga escala na alimentação do homem. Em Belém, é comum servirem as casquinhas de muçuã, ou seja, um mexido da carne desse animal, na própria carapaça. 
De pequeno porte, o muçuã é apanhado aos milhares na ilha de Marajó e muito vendido ilegalmente no mercado de Belém, nas denominadas "cambadas", unidos por perfurações no carapaça e amarrados por fio de arame. 
Áreas de campo natural são muitas vezes queimadas de forma proposital para sua captura. O avanço do perímetro urbano de São Luís e a construção de casas de veraneio no litoral do Maranhão também reduzem a sua área de distribuição.
A espécie, se não for protegida, dentro em pouco estará ameaçada de extinção, embora já exista produção em cativeiro (quelonicultura). 
Eventualmente é criada como animal de estimação.